# 韦皋
韦皋（745年—805年），字城武，京兆府万年县（今陕西省西安市长安区）人，唐朝官员。

## 生平
韦皋出自京兆韦氏鹛城公房，以建陵（唐肃宗陵）挽郎入仕，调补华州参军，累授使府监察御史。宰相张镒出为凤翔陇右节度使，署皋为营田判官，并任殿中侍御史，权知陇州行营留后事。涇原兵變时助朝廷平叛有功，授御史大夫、陇州刺史，置奉义军，拜节度使。唐德宗自梁州还，召为左金吾卫将军，不久升迁為大将军。
贞元元年（785年），出为剑南西川节度使，曾遣使通好南诏，屡败吐蕃军。贞元十七年（801年），吐蕃攻灵、朔，陷麟州。德宗令皋出兵深入蕃界以牵制之。皋乃自八月诸军齐入，破蕃兵十六万，拔城夺寨，遂进攻维州。蕃军连败，于是攻灵、朔之众引而南下，赞普遣论莽热以内大相兼东境五道节度兵马都群牧大使，率众十万而来解维州之围。蜀师万人据险设伏掩击，蕃兵自溃，虏众十万，歼夷者半，生擒论莽热，献俘于朝。以功加检校司徒，兼中书令，封南康郡王。永贞元年（805年），上书请兼领剑南三川，不许，又请太子（唐宪宗）监国。八月暴卒，赠太师，谥曰忠武。韦皋死后，节度副使刘辟复求兼领三川，图不轨，盖有由然。后唐宪宗削平之。

## 评价
《资治通鉴·卷第二百三十六》：“八月……癸丑，西川节度使南康忠武王韦皋薨。皋在蜀二十一年，重加赋敛，丰贡献以结主恩，厚给赐以抚士卒。士卒婚嫁死丧，皆供其资费，以是得久安其位而士卒乐为之用，服南诏，摧吐蕃。幕僚岁久官崇者则为刺史，已复还幕府，终不使还朝，恐泄其所为故也。府库既实，时宽其民，三年一复租赋，蜀人服其智谋而畏其威，至今画像以为土神，家家祀之。支度副使刘辟自为留后。”

## 家庭

### 六代祖
- 韦元礼，北周车骑大将军，隋朝沂州刺史[2]

### 五代祖
- 韦孝恪，唐朝侍御史、洛州别驾[2]

### 高祖父母
- 韦机，唐朝司农卿[2]
- 辛氏，封陇西郡君[2]

### 曾祖父母
- 韦余庆，唐朝坊州刺史[2]
- 武功苏氏[2]

### 祖父母
- 韦岳，唐朝赠太子少保[2]
- 窦氏，封扶风郡夫人[2]

### 父母
- 韦贲，唐朝赠太子太师[2]
- 段氏，封凉国太夫人[2]

### 兄弟
- 韋聿，唐朝奉朝请[2]
- 韦晕，唐朝屯田员外郎、赠邓州刺史[2]
- 韦肇，唐朝太子左庶子、兼御史大夫、赠左散骑常侍[2]

### 夫人
- 河东张氏，同中书门下平章事张延赏之女，赠魏国夫人[2]

### 儿子
- 韦行立，唐朝工部员外郎[2]
- 韋行全[3]